# 1872 en rugby à XV
Cette page présente les faits marquants de l'année 1872 en rugby à XV : les principaux évènements liés au rugby à XV ainsi que les naissances et décès de grandes personnalités de ce sport.

## Événements
- Lansdowne est fondé en 1872 par Henry Dunlop sous le nom de Lansdowne Champions Athletic Club. Il accueille les matchs internationaux de l'équipe d’Irlande de 1878 à 2006 puis les matchs de l'équipe de football de 1971 à 2006.

### Février
- 5 février : l’Angleterre bat l'Écosse à Londres[1].

### Mai
- 9 mai : la première équipe allemande de rugby voit le jour au Neuenheim College - appelé maintenant Heidelberg College - à Heidelberg. En 1850, le rugby commence à attirer les étudiants. Les étudiants sous la direction du professeur Edward Hill Ullrich créent le Heidelberger Ruderklub 1872 e.V. (HRK 1872) en 1872, qui est aujourd'hui le doyen des clubs de rugby à XV allemands[2].

## Naissances
- Dai Fitzgerald, joueur gallois.
- 25 avril : Fairy Heatlie, joueur sud-africain membre du Temple de la renommée World Rugby.

## Décès
- 24 janvier : William Webb Ellis, inventeur du rugby moderne britannique. (° 24 novembre 1806).